# Sergei Michailowitsch Wolnuchin

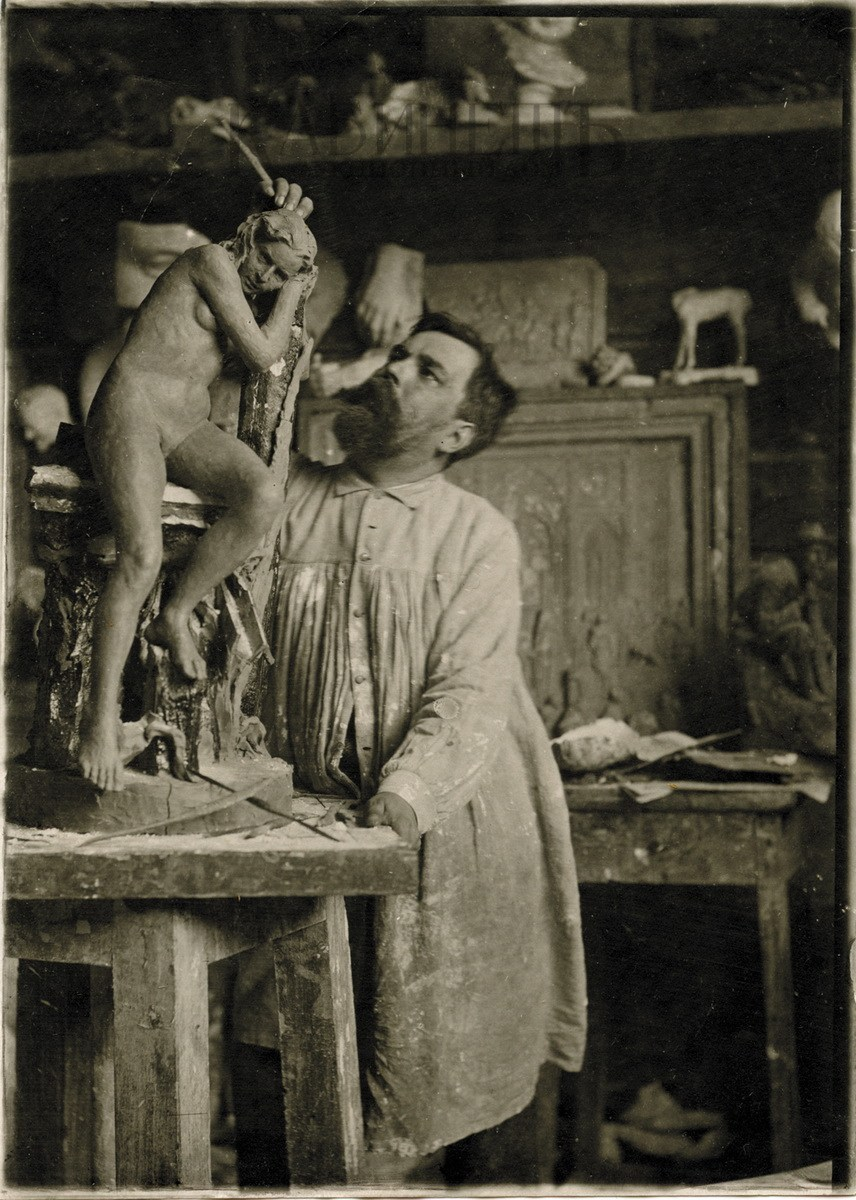
Sergei Michailowitsch Wolnuchin

Sergei Michailowitsch Wolnuchin (russisch Сергей Михайлович Волнухин; * 8. Novemberjul. / 20. November 1859greg. in Moskau; † 11. Juni 1921 in Gelendschik) war ein russisch-sowjetischer Bildhauer und Hochschullehrer.

## Leben
Wolnuchin stammte aus einer Kaufmannsfamilie. Er studierte 1873–1886  an der Moskauer Hochschule für Malerei, Bildhauerei und Architektur zunächst in der Architektur-Abteilung, dann in der Malerei-Abteilung bei Wassili Perow und schließlich in der Bildhauerei-Abteilung bei Sergei Iwanow. 1881 erhielt Wolnuchin für die Gips-Skulptur eines Jungen die große Silbermedaille. 1882 unterbrach er sein Moskauer Studium für ein Zwischenstudium in St. Petersburg an der Kaiserlichen Akademie der Künste mit Modellierung eines Pferdes nach der Natur, wofür er die kleine Goldmedaille erhielt. Das Studium an der  Moskauer Hochschule für Malerei, Bildhauerei und Architektur schloss er 1886 als Klassischer Künstler der Bildhauerei ab.
Wolnuchin arbeitete als Lehrer an Moskauer städtischen Schulen und an den Klassen für Schöne Künste Anatoli Gunsts, die die erste private Kunstschule für Personen beiderlei Geschlechts in Moskau waren. 1887–1893 fertigte er Modelle für Kleinplastiken an und führte Aufträge für Stuck-Ornamente aus. Ab 1895 leitete er das Bildhauerei-Atelier der Moskauer Hochschule für Malerei, Bildhauerei und Architektur. 1910 wurde er zum Akademiker der Akademie der Künste ernannt. Er stand den Peredwischniki nahe.
Nach der Oktoberrevolution lehrte Wolnuchin an den Staatlichen Freien Kunst-Werkstätten (GSChM), die aus der Stroganow-Kunst-Gewerbe-Schule und der Moskauer Hochschule für Malerei, Bildhauerei und Architektur entstanden waren und dann die WChUTEMAS wurden (ab 1927 WChUTEIN). Er beteiligte sich an Lenins Programm der Monumentalen Propaganda.
Schüler Wolnuchins waren Nikolai Andrejew, Anna Golubkina, Wladimir Domogazki, Sergei Konjonkow, Iwan Jefimow, Alexander Matwejew, Natalija Gontscharowa, Stepan Ersja, Boris Koroljow, Issaak Itkind, Arkadi Plastow u. a.

## Werke (Auswahl)

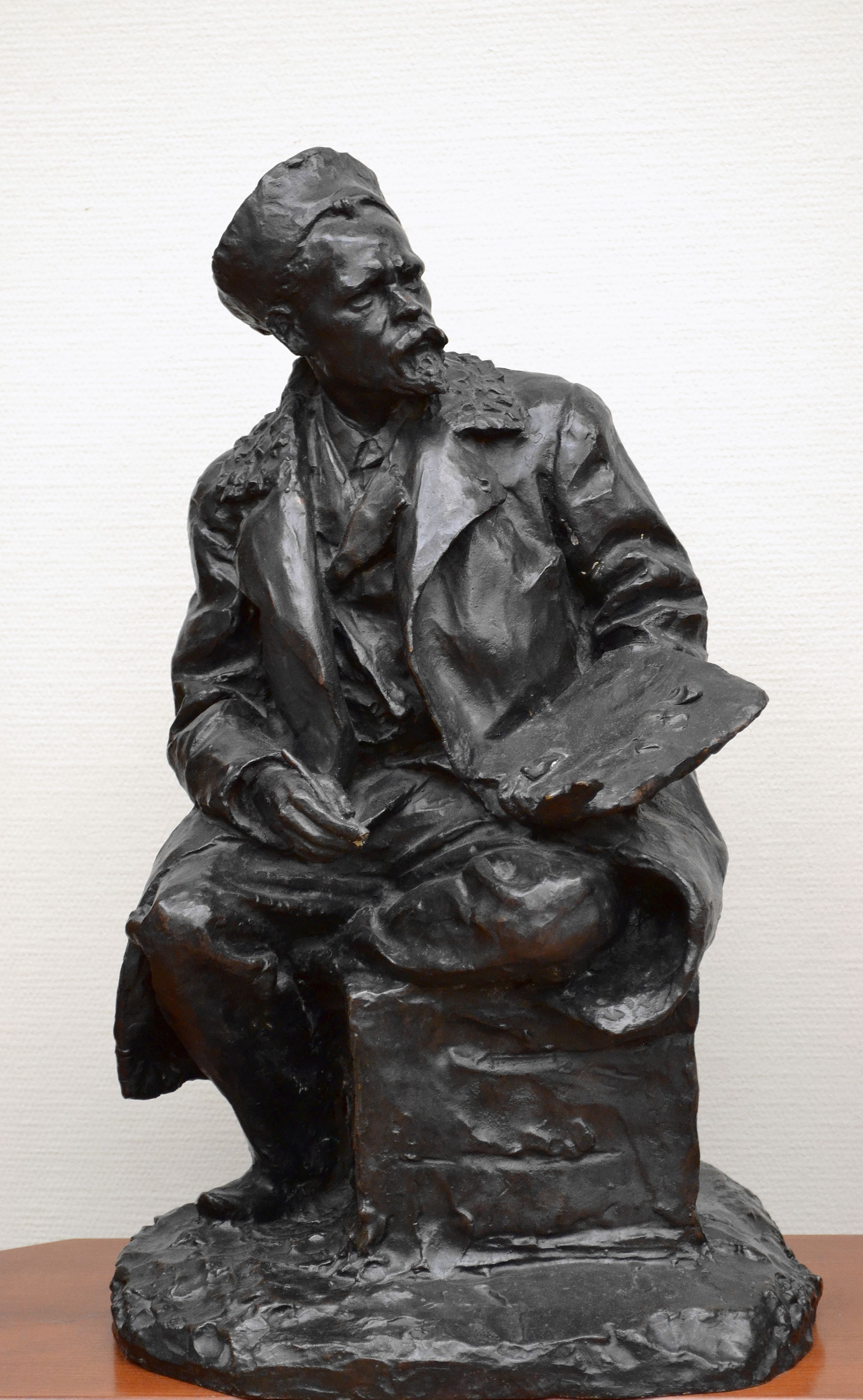
Maler Sergei Iwanow (1901), Tretjakow-Galerie
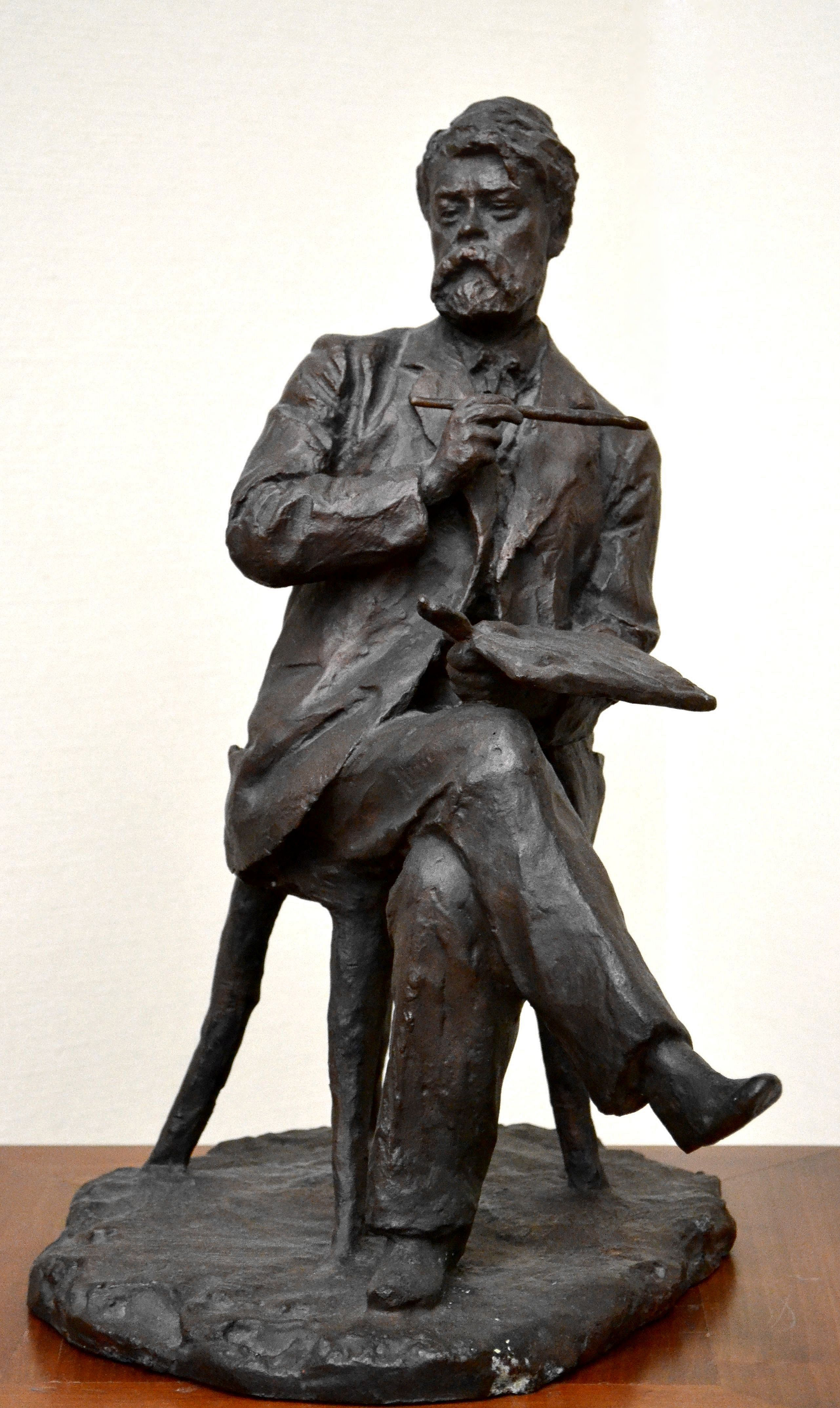
Maler Alexei Korin (1902), Tretjakow-Galerie
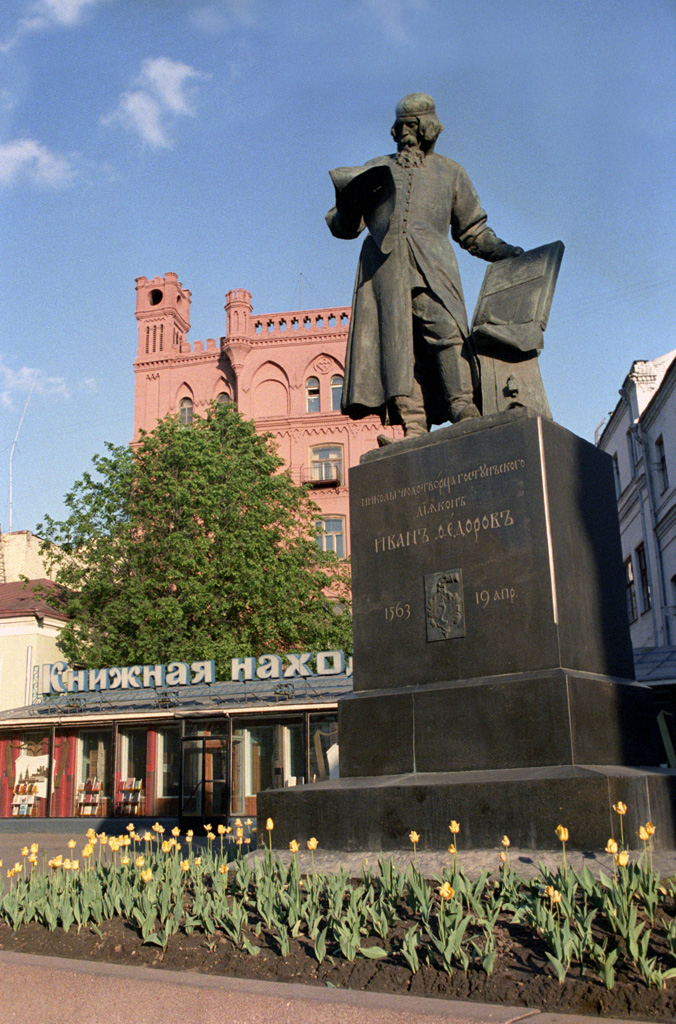
Denkmal Iwan Fjodorows (1907–1909 mit Architekt Iwan Maschkow), Teatralny Projesd, Moskau
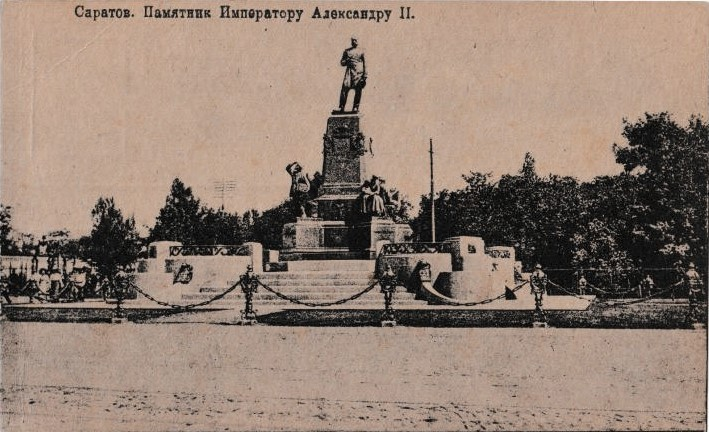
Denkmal Alexanders II. (1907–1911, Sockel mit 4 Statuen von Wolnuchin, Alexander-Statue von Matwei Tschischow; 1918 wurde Alexander durch Feliks Dzierżyński ersetzt), Saratow
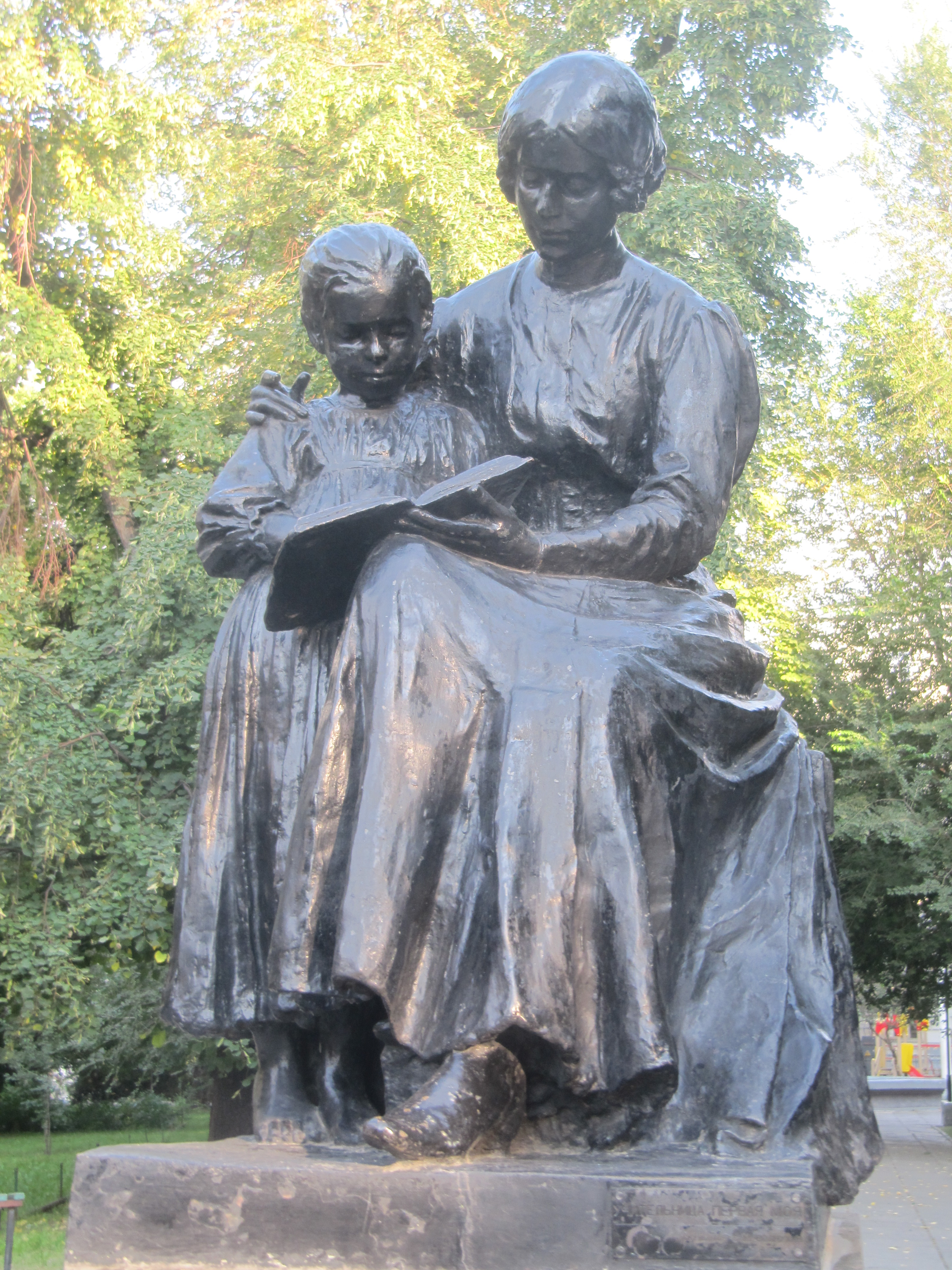
Meine erste Lehrerin (1911, ursprünglich Teil des Alexander-II.-Denkmals), Saratow